# 卡米拉·安诺生
卡米拉·安诺生（丹麥語：Camilla Andersen，1973年7月5日—），丹麦女子手球运动员。她曾代表丹麦国家队参加1996年和2000年夏季奥林匹克运动会手球比赛，两届比赛均获得金牌。